# Brick Mansions
Pour plus de détails, voir Fiche technique et Distribution.
Brick Mansions ou Assaut Extrême au Québec est un film d'action franco-canadien réalisé par Camille Delamarre et sorti en 2014. C'est un remake du film français Banlieue 13 de Pierre Morel, sorti en 2004. Le film est dédié à Paul Walker, décédé après la fin du tournage.

## Synopsis
Détroit, 2018. Damien est policier. Il a pour mission d'infiltrer le ghetto de « Brick Mansions » pour y retrouver une arme de destruction massive dérobée par des gangsters. Il est guidé par Lino, un habitant qui connaît les lieux comme sa poche.

## Fiche technique
- Titre original et français : Brick Mansions
- Titre québécois : Assaut Extrême
- Réalisation : Camille Delamarre
- Scénario : Luc Besson et Robert Mark Kamen, d'après le scénario de Banlieue 13 écrit par Luc Besson et Bibi Naceri
- Direction artistique : Jean-André Carrière
- Costumes : Julia Patkos
- Photographie : Christophe Collette
- Montage : Carlo Rizzo et Arthur Tarnowski
- Musique : Marc Bell et Trevor Morris
- Production : Luc Besson, Claude Léger et Jonathan Vanger
- Société de production : EuropaCorp
- Sociétés de distribution :  Relativity Media,  EuropaCorp Distribution
- Pays de production :  France
- Budget : 28 millions € [1]
- Langue originale : anglais
- Format : couleur
- Genre : action
- Durée : 90 minutes
- Dates de sortie : 
  - France : 23 avril 2014
  - Canada : 25 avril 2014
- Classification :
  - France : Tout public avec avertissement lors de sa sortie en salles et déconseillé aux moins de 12 ans à la télévision

## Distribution
- Paul Walker (V. F. : Guillaume Lebon) : Damien Collier
- David Belle (V. F. : Boris Rehlinger) : Lino Duppré
- RZA (V. F. : Asto Montcho) : Tremaine Alexander
- Gouchy Boy (V. F. : Frantz Confiac) : K2
- Catalina Denis (V. F. : elle-même) : Lola
- Carlo Rota (V. F. : Jérémie Covillault) : George « The Greek »
- Bruce Ramsay (V. F. : Patrick Mancini) : le maire
- Ayisha Issa (V. F. : Maimouna Coulibaly) : Rayzah
- Richard Zeman (V. F. : Antoine Tomé) : le maire Reno
- Carolina Bartczak : Clara
- Ryan Trudeau : Floyd
- Kalinka Petrie : l'assistante du maire
- Tristan D. Lalla : un gangster

Sources et légende : Version française (V. F.) sur RS Doublage et AlloDoublage

## Production

### Développement
Fin octobre 2011, le projet est confirmé et quelques acteurs sont annoncés, tout comme les scénaristes Luc Besson et Robert Mark Kamen. Le réalisateur est le Français Camille Delamarre, qui avait auparavant travaillé comme monteur sur plusieurs films d'EuropaCorp (Le Transporteur 3, Colombiana, Taken 2...).

### Auditions
Le sportif et acteur français David Belle reprend son rôle de Banlieue 13 et Banlieue 13 : Ultimatum. Le personnage de Damien, incarné auparavant par Cyril Raffaelli, est ici repris par l'américain Paul Walker.

### Tournage
Le tournage a débuté le 30 avril 2013. L'acteur Paul Walker, remplaçant Cyril Raffaelli dans le rôle de Damien Tomaso, est décédé dans un accident de voiture le 30 novembre 2013. On apprend par la suite qu'il a eu le temps de boucler le tournage de deux films (Brick Mansions ainsi que Hours) avant son décès.

## Accueil
La sortie française était initialement prévu pour le 26 février 2014. À la suite du décès de Paul Walker et pour éviter le croisement avec une autre de ses productions (3 Days to Kill), EuropaCorp repousse la date de sortie française au 23 avril 2014.

### Box-office
En Amérique du Nord (Canada et États-Unis), le film réalise 9 516 855 $ pour son premier week-end d'exploitation.
- France : 319 412 entrées[9]
- Canada,  États-Unis : 20 396 829 $ (arrêté au 4 octobre 2014)[8]
- total des recettes dans le Monde : 71 326 380 $ (arrêté au 6 novembre 2014)[10]